# Stefan Kudella
Stefan Kudella (* 31. Dezember 1981) ist ein deutscher Radsportler (Downhill und Mountainbike) und Lehrer.

## Werdegang
Im Jahr 2001 gewann er als Nachfolger (und Vorgänger) von Marcus Klausmann die Deutsche Meisterschaft im Downhill. Er war damit „einer der ganz wenigen, die Marcus Klausmanns Vormachtstellung im deutschen Downhill-Sport jemals angreifen konnten“. Stefan Kudella war für seinen spektakulären und radikalen Fahrstil bekannt und konnte im UCI World-Cup Top 25 Ergebnisse einfahren. 
Im Sommer 2005 studierte er auf Lehramt und war zu dieser Zeit im siebten Semester. Nach seinem Studienabschluss war er als Gymnasiallehrer in Bochum tätig.
Im Jahr 2008 zog er sich vorläufig aus der Szene und seinem Team (RSV Sturmvogel Wattenscheid-Leithe) zurück, um 2014 bei einem neuen Verein (MBC Bochum) und in den Jahren 2015/2016 als Teamfahrer für das AMG Rotwild MTB Racing Team des Fahrradherstellers Rotwild wieder aufzutauchen. Im Rotwild Racing Team war er der Nachfolger von Lukas Baum.

## Erfolge
2002
- Downhill Deutsche Meisterschaft

2001
- Downhill Deutsche Meisterschaft

1999
- Downhill Deutsche Meisterschaft